# 石山街

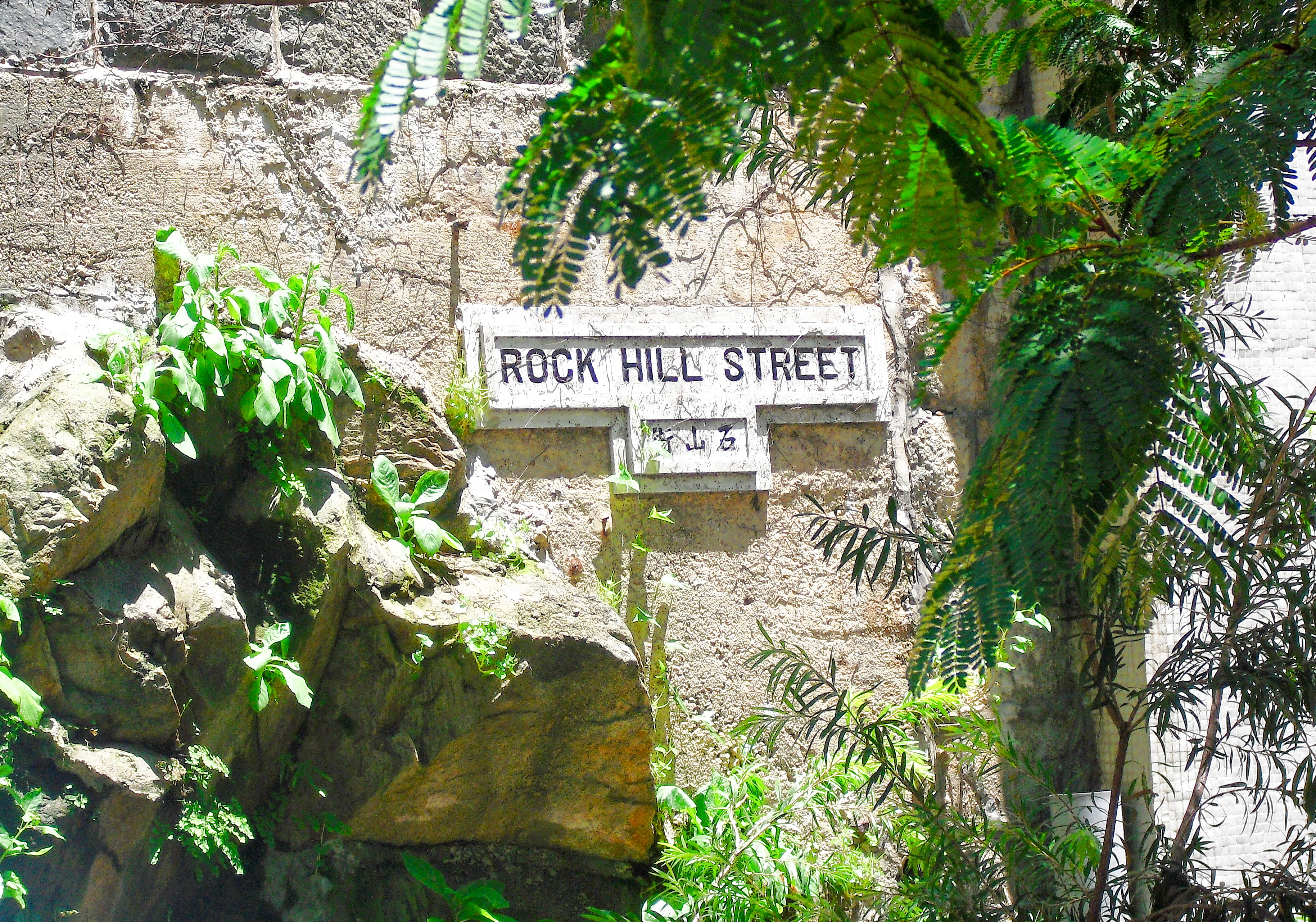
石山街石屎雙框T型街牌

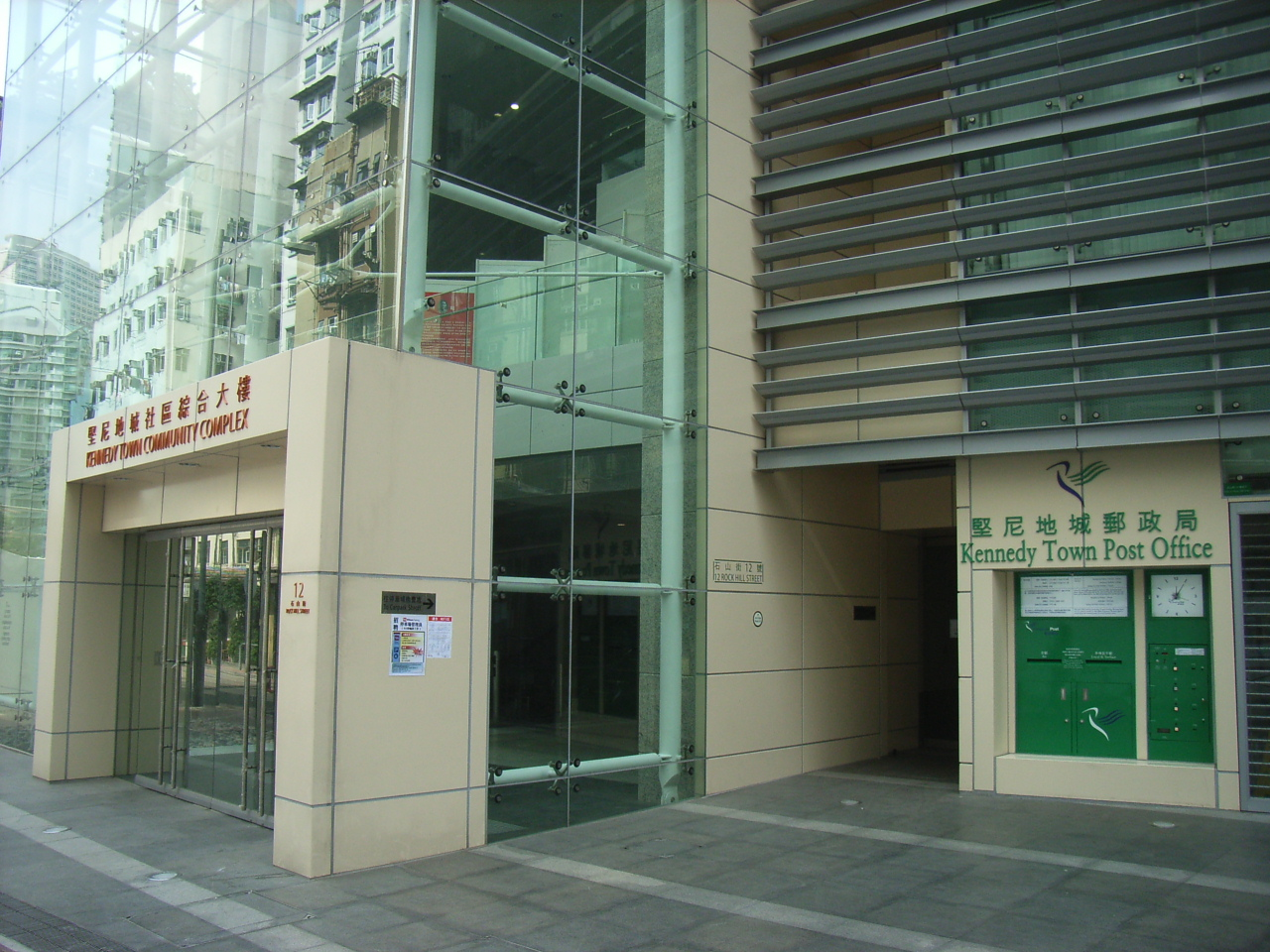
石山街12號的堅尼地城社區綜合大樓

石山街（英語：Rock Hill Street）是香港一條行車街道，位處於香港島西環堅尼地城。石山街是一條平路，由東向西走向，雙線單向行車，西端街尾有紅綠燈。石山街途經堅尼地城社區綜合大樓及士美非路市政大廈。石山街是在卑路乍街以南，兩者平行走向的街道。

## 昔日
石山街以前是掘頭路，當時的道路盡頭（現雅福臺下的護土石牆一帶）為一小公園，有兒童遊樂設施如鞦韆和滑梯，是當時堅尼地城極少數的兒童遊樂設施之一。自從興建士美非路市政大廈後，石山街就變成穿通山市街、北街和士美非路的道路。於士美非路市政大廈、石山街和士美非路的交界處前身分別是臨時公園和西環屠房（牛房）。於1980年代，牛房拆卸之後成為了臨時公園。

## 近況
在香港地鐵西港島綫計劃中，堅尼地城站其中一個出入口將會在石山街，北街之南端，所以在2006年尾，石山街的地鋪等物業價值及租金已經上調了。在山市街，從前有兩間地鋪專賣平價家品及食物，日本城、卓記及裕記已經搬遷，換來的新租客是上市公司大家樂快餐集團。

## 鄰近
- 山市街
- 北街
- 士美非路
- 大家樂餐廳
- 麥當勞餐廳
- 士美非路公共圖書館
- 士美非路體育館
- 士美非路街市及熟食中心
- 士美非路市政大廈
- 堅尼地城社區綜合大樓
- 堅尼地城郵政局

## 註腳
1. ↑  .   [2009-04-22]. （原始内容存档于2007-10-30）.

## 外部連結
- 石山街地圖 （页面存档备份，存于）
- 石山街壁畫-Ying Fat's Mural